# Nyctophilus heran
Nyctophilus heran é uma espécie de morcego da família Vespertilionidae. Endêmica da Indonésia, onde foi registrado somente da ilha Lembata, nas Pequenas Sundas.